# Schizophyllum commune
Schizophyllum commune (Elias Magnus Fries, 1815, ca Schizophyllus communis), este numit în popor bureți de mătreață sau ciupercă cu branhii. El este o specie de ciuperci necomestibile, fiind, când apare pe trunchiuri aflați în putrefacție, un saprofit, dar în primul rând un parazit. Atunci produce o distrugere frapantă și pricinuiește importante pagube, provocând putregaiul alb al lemnului. Buretele se poate găsi în România, Basarabia și Bucovina de Nord, crescând mereu în grupuri cu multe exemplare, rar izolate, deseori etajate unul peste altul în formă de țigle, atât în păduri de foioase, mixte și conifere, acolo în special pe scoarța de fagi, și molizi, cât și în biotopurile influențate antropic (margini de drum și străzi, zone de depozitare a lemnului, spații verzi, grădini și parcuri) precum pe alte substraturi (lemn ars, tulpini de plante, oase și corn). Ca o ciupercă foarte rezistentă la uscăciune și căldură, apare deosebit de des pe lemn expus la soare și vânt. Ea crește de la câmpie la munte, pe toată durata anului.

## Taxonomie
Această specie a fost descrisă pentru prima dată de marele savant suedez Elias Magnus Fries în volumul 1 al lucrării sale Observationes mycologicae din 1815 sub denumirea Schizophyllus communis. Deci au fost făcute multe propuneri pentru modificarea numelui de taxon, el nu a fost schimbat niciodată (doar numele generic Schizophyllus (masculin) în Schizophyllum (neutru) și epitetul analog de la communis în commune), astfel toate denumirile mai recente sunt de fapt valabile ca sinonim, dar pot fi neglijate.

## Descriere

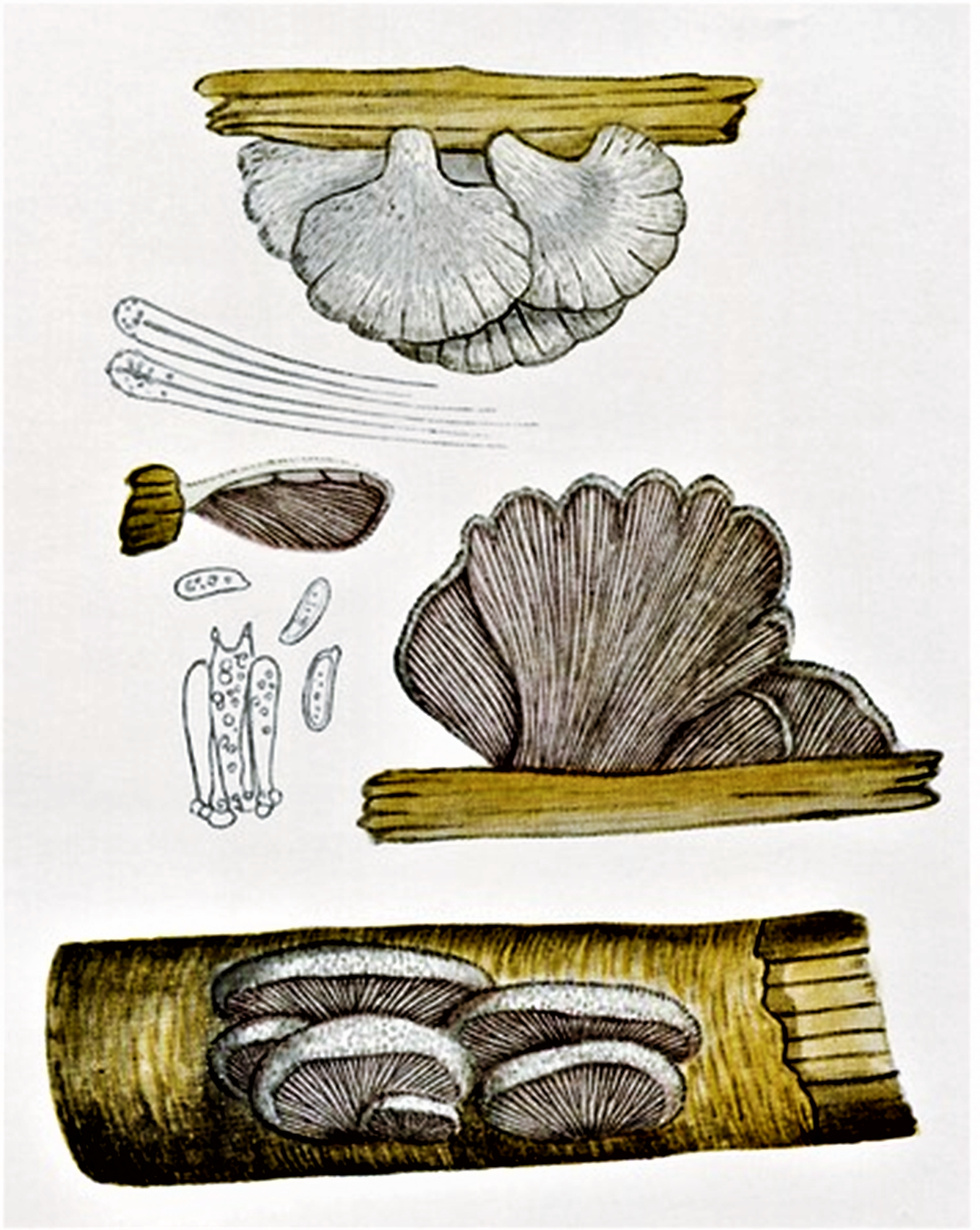
Bres: S. commune

Deși pare să aibă lamele, în mod strict vorbind, el nu aparține deloc Agaricaceae-lor, și, ca să spunem așa, ciuperca rămâne într-un model taxonomic de exploatație. Mai degrabă, este un compozit de corpuri fructifere individuale interconectate numai de stratul superior care se înfășură la secetă pentru a proteja împotriva evaporării. Această specificitate permite bureților să colonizeze locații în care orice altă ciupercă s-ar usca instantaneu.
- Pălăria: are formă de cochilie sau evantai cu un diametru de 1,5-4 cm, este subțire și destul de dură, foarte frecvent lobată cu marginea adesea vălurită, fiind zonată la umiditate, de altfel brăzdată și ridată radial grosier. Suprafața este acoperită cu niște peri denși cu un colorit gri-deschis pe vreme umedă și cenușiu-albicios pe vreme uscată, la bătrânețe rozaliu, chiar adesea maroniu. Corpurile fructifere individuale sunt adesea interconectate prin stratul superior.
- Lamelele: sunt late, bine distanțate, divizate longitudinal, caracteristică cel mai bine văzută pe vreme uscată, pentru că, odată cu deshidratarea ciupercii se crapă longitudinal (de unde și numele ciupercii) ajutând împrăștierea sporilor. Lamele sunt. mai întâi gri-albuie, în vârstă rozalii.
- Piciorul: nu are picior. Corpul fructifer este atașat direct la lemn/scoarță.
- Carnea: este gri-albicioasă, subțire și tare, elastică, ca de piele, nu se colorează la taiere, fiind fără miros sau gust și nu reacționează cu substanțe chimice.
- Caracteristici microscopice: are spori mici, elipsoidali, cilindrici și netezi cu o mărime de 3-4 x 1-1.5 microni. Pulberea lor este albă.[4][5]

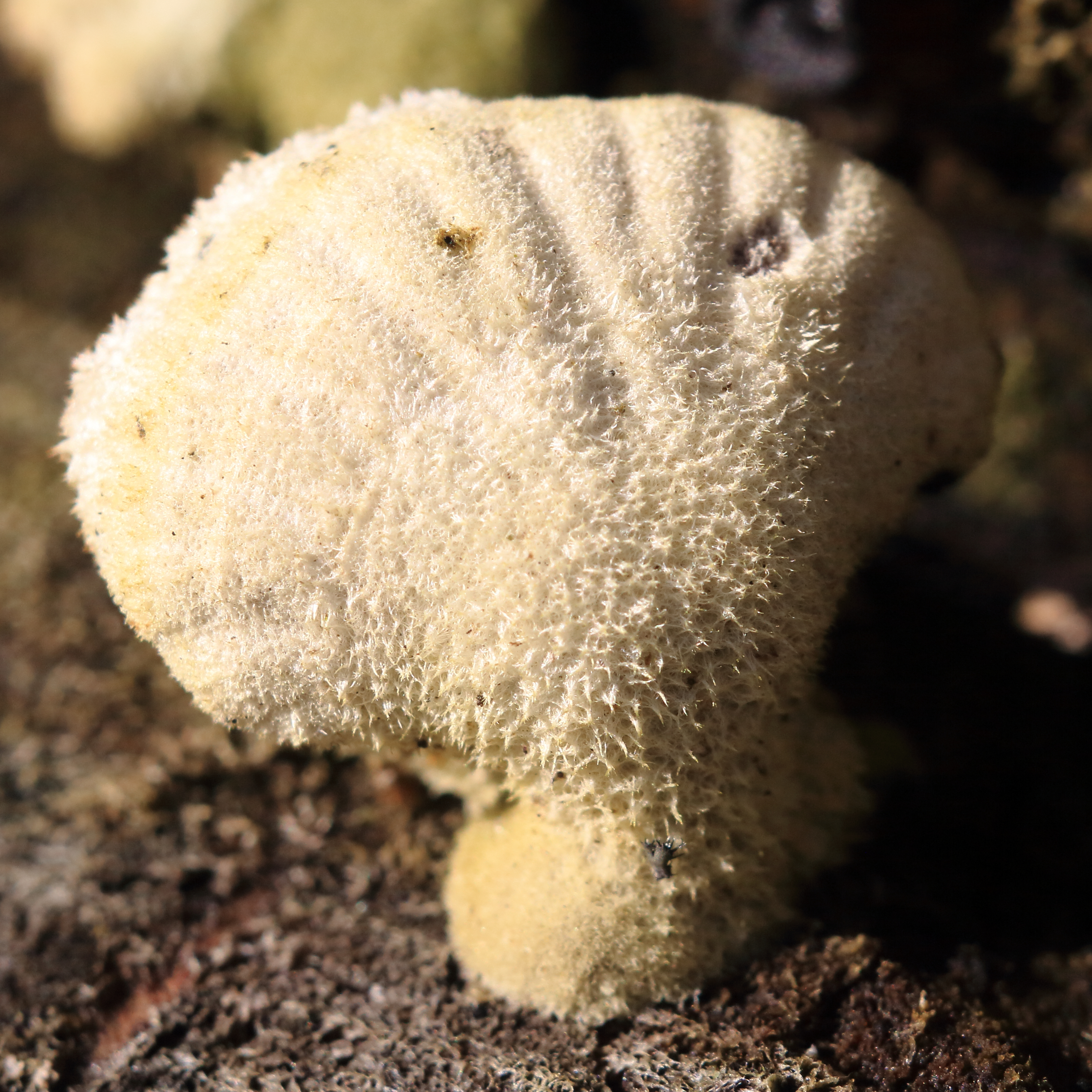
S. commune, suprafață
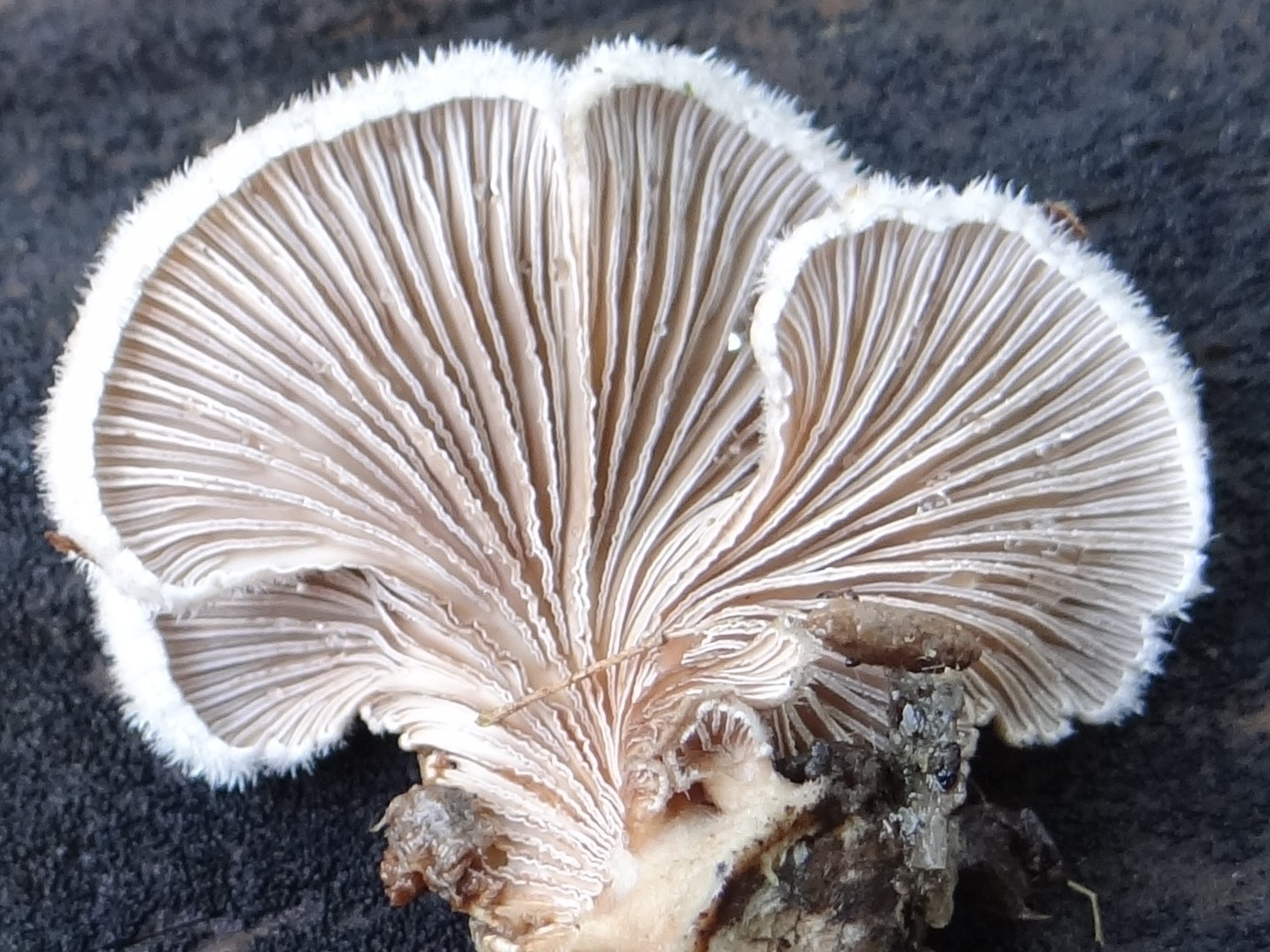
S. commune, lamele
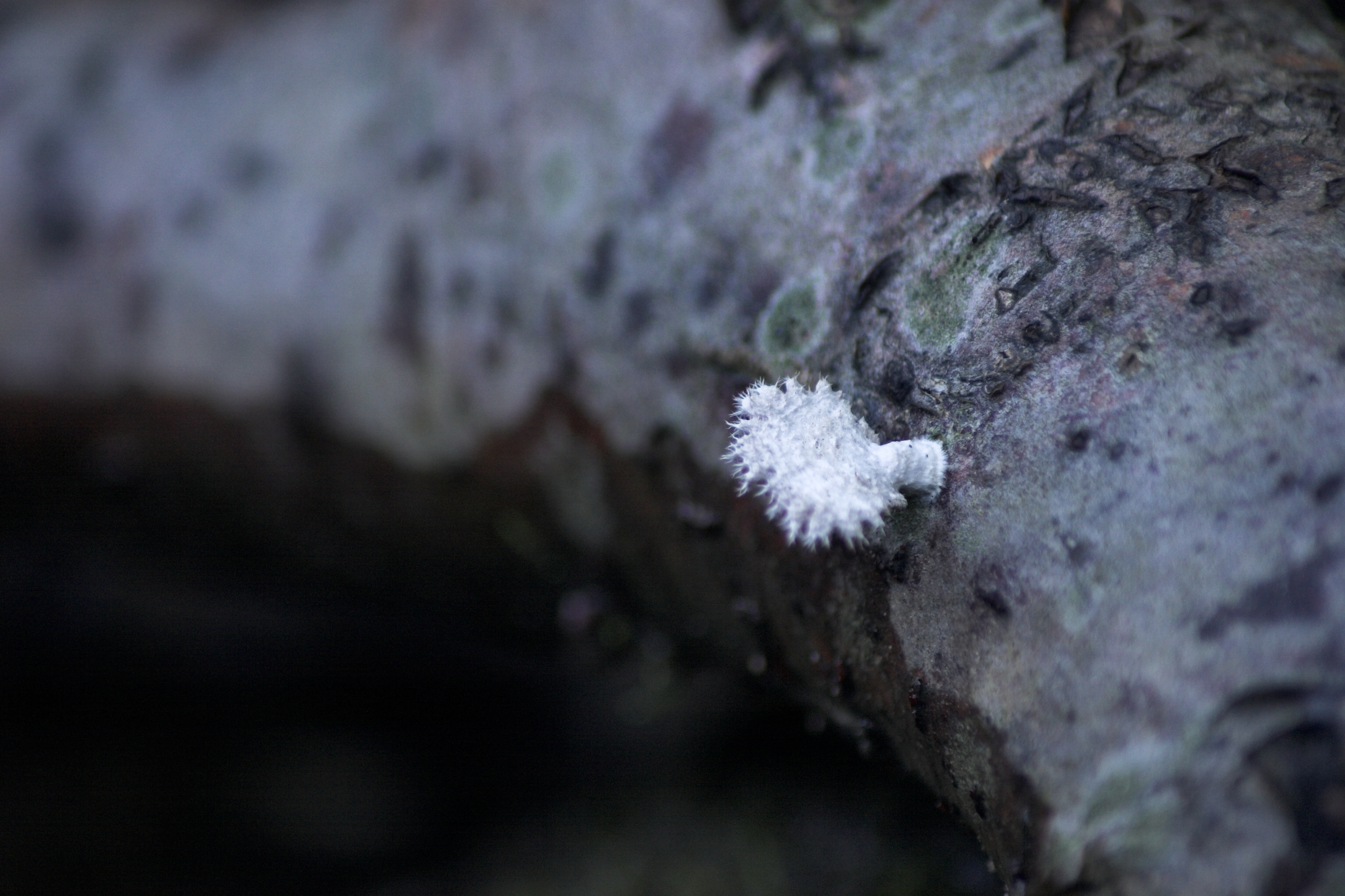
S. commune tânăr
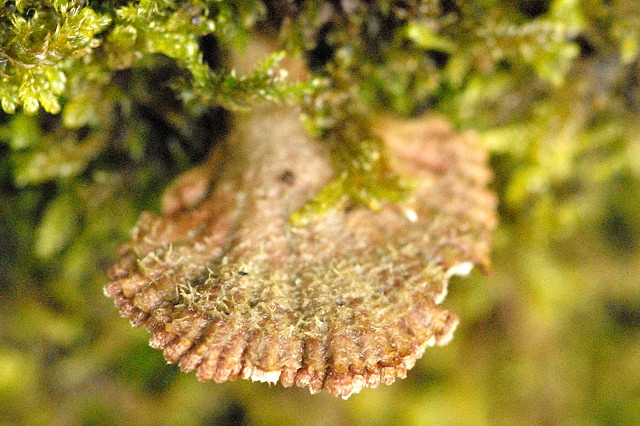
S. commune bătrân
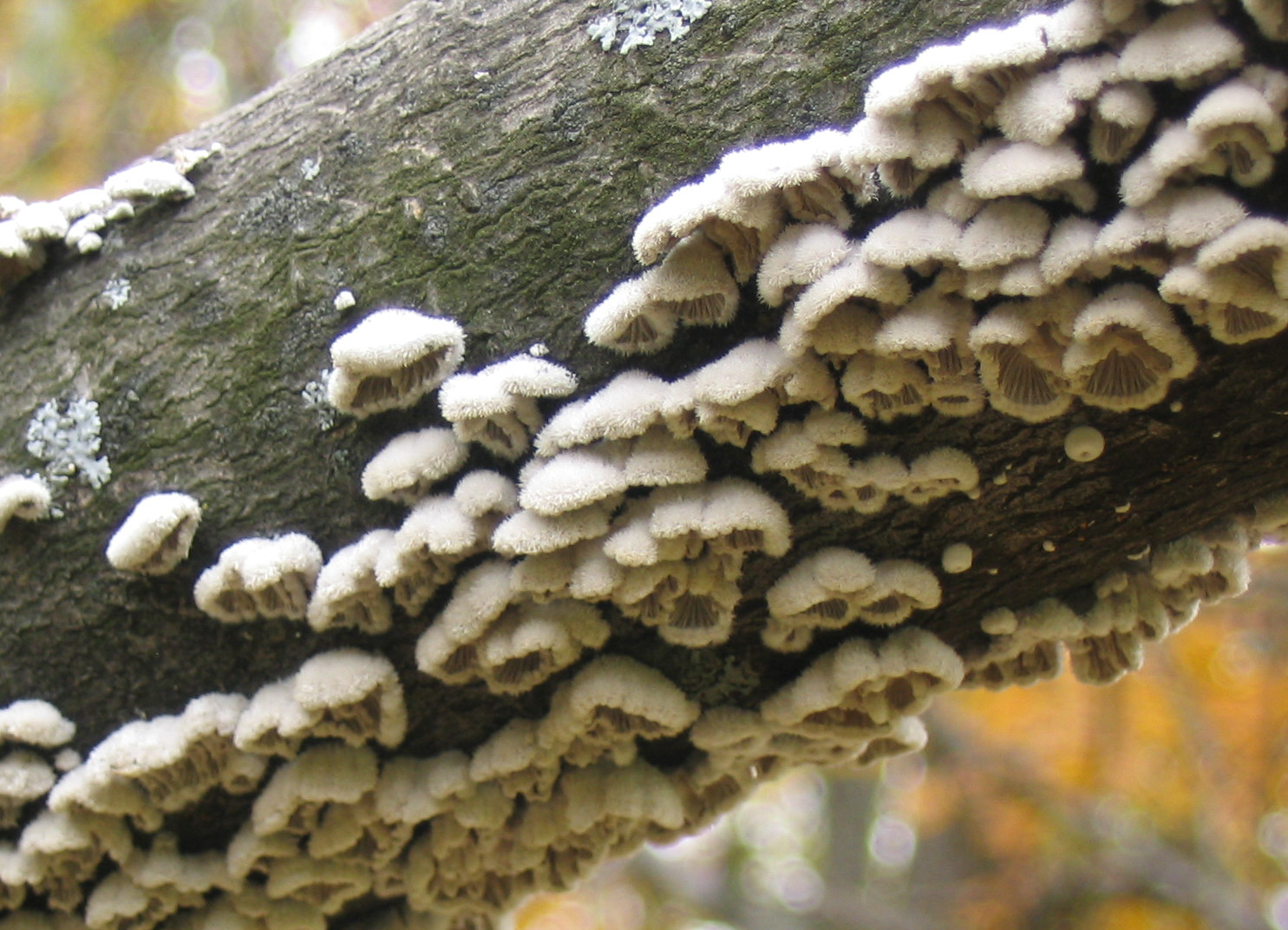
S. commune în mase
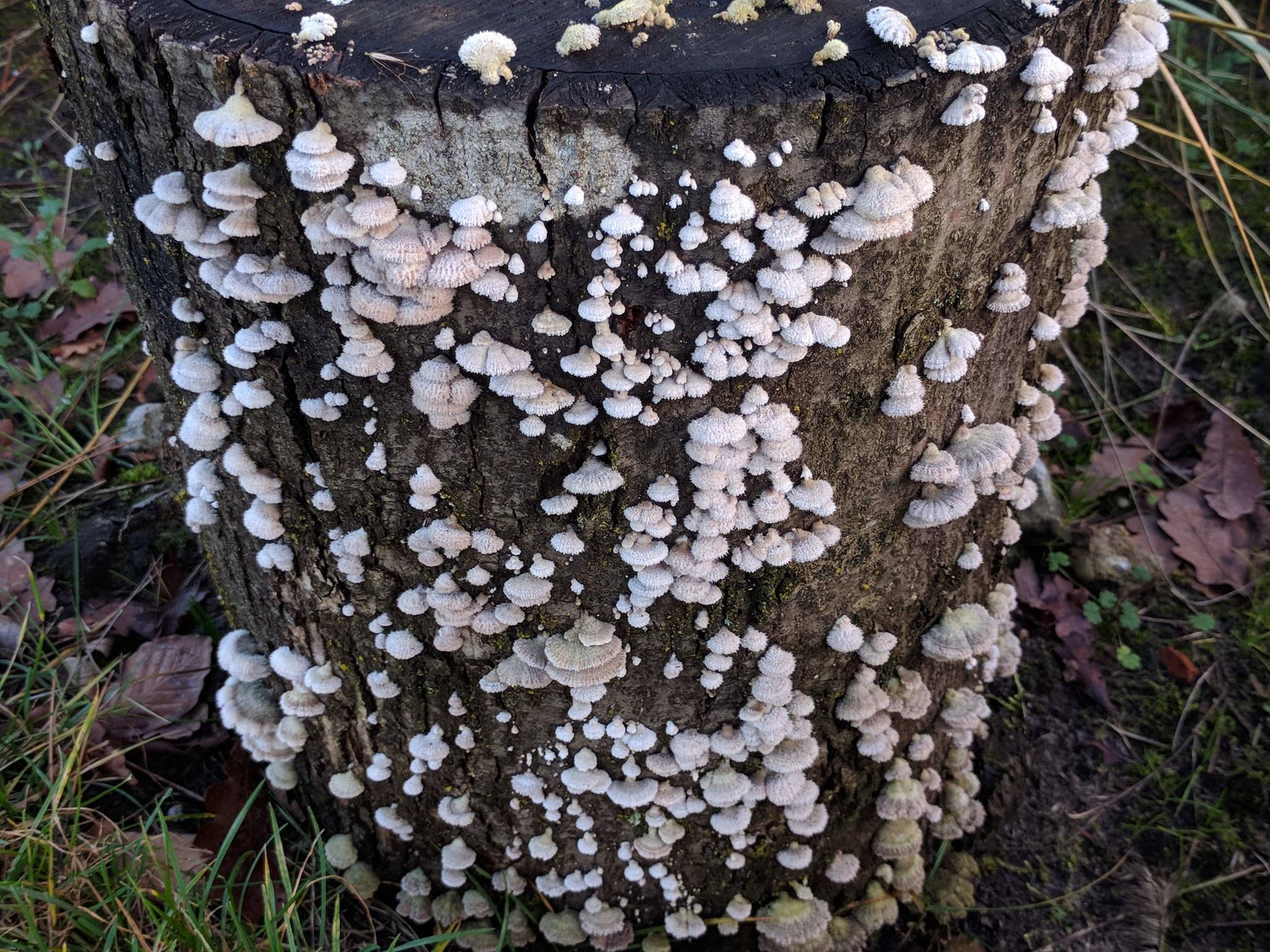
S. commune în mase 2

## Confuzii
Schizophyllum commune este singura specie de genul său în Europa. Confundarea cu alte tipuri de ciuperci este puțin probabilă din cauza aspectului său marcant, în special lamelele lui despicate îl fac de fapt inconfundabil. Totuși el poate fi ținut de începători sau la o examinare superficială de exemplu pentru: Arrhenia acerosa (fără valoare, fără gust și miros, mai închis, se dezvoltă pe mușchi), Crepidotus applanatus (fără valoare, fără gust și miros, carne albicioasă, moale și apoasă), Crepidotus. mollis (fără valoare, fără gust și miros, carne foarte slab brun-măslinie, moale și ceva gelatinoasă), Gloeophyllum.sepiarium (necomestibil, carne mai închisă, zonată, consistentă de plută), Lentinellus cochleatus (tânăr comestibil, miros de anason), Pleurotus pulmonarius (comestibil, miros de ciuperci, ușor de anason, gust amărui, se dezvoltă pe trunchiuri și pomi de plop),  Resuspinatus applicatus (fără valoare, fără gust și miros, mai mic, mai închis) sau Crepidotus variabilis (fără valoare, fără gust și miros, carne albicioasă și pieloasă).

## Specii asemănătoare în imagini

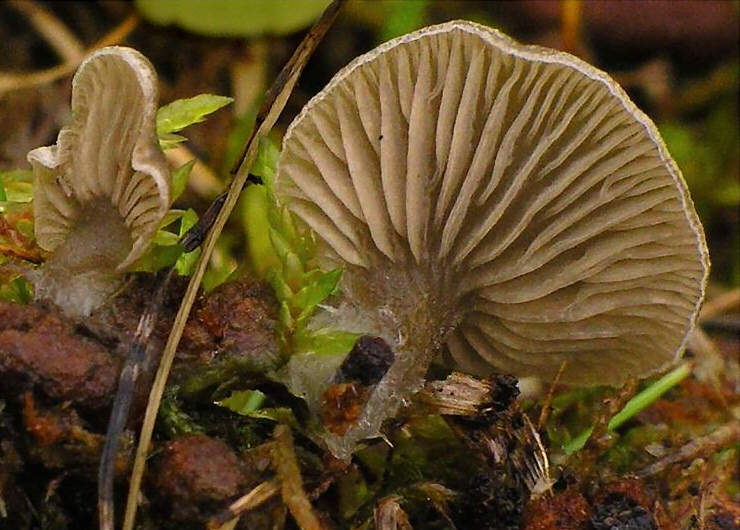
Arrhenia acerosa
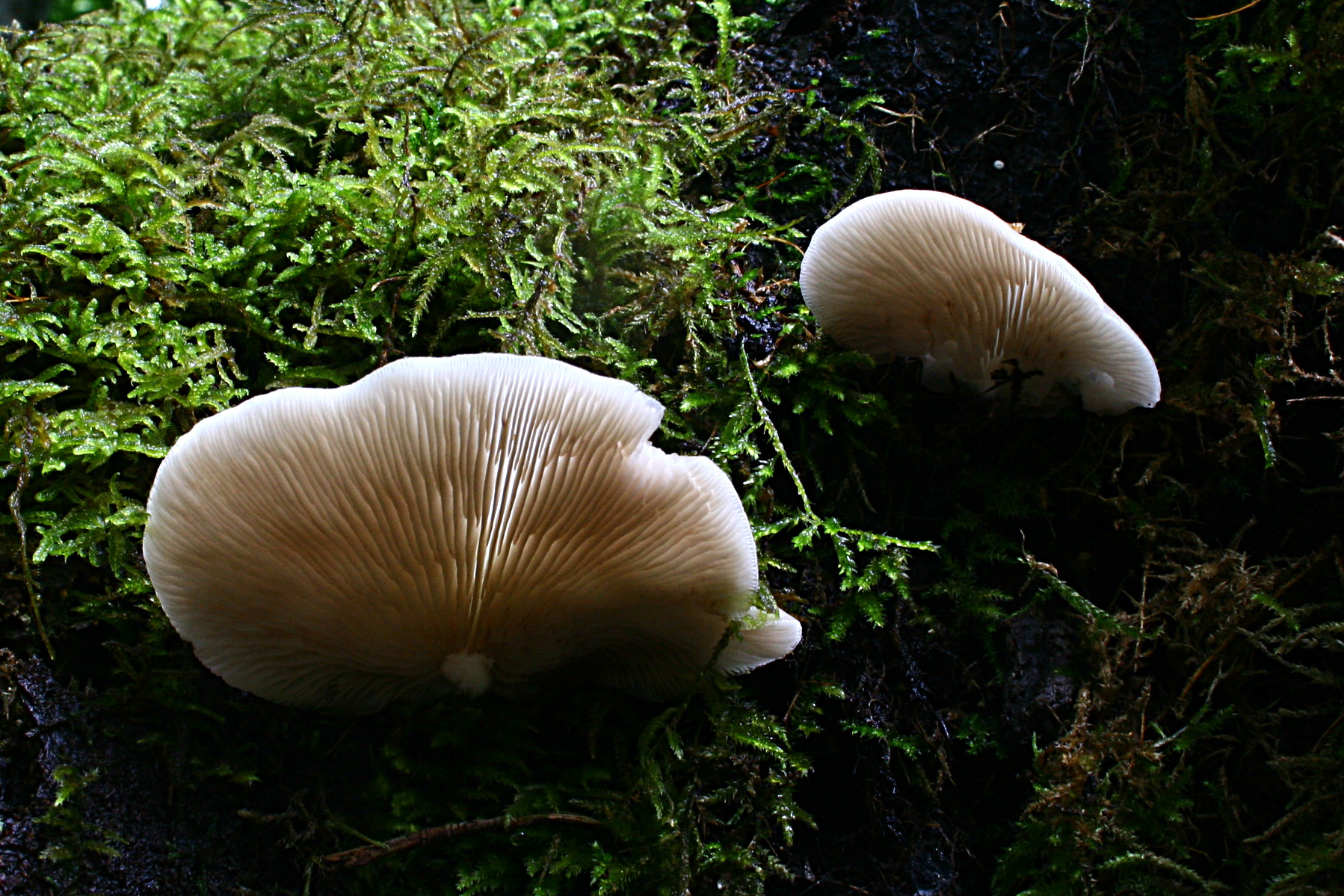
Crepidotus applanatus
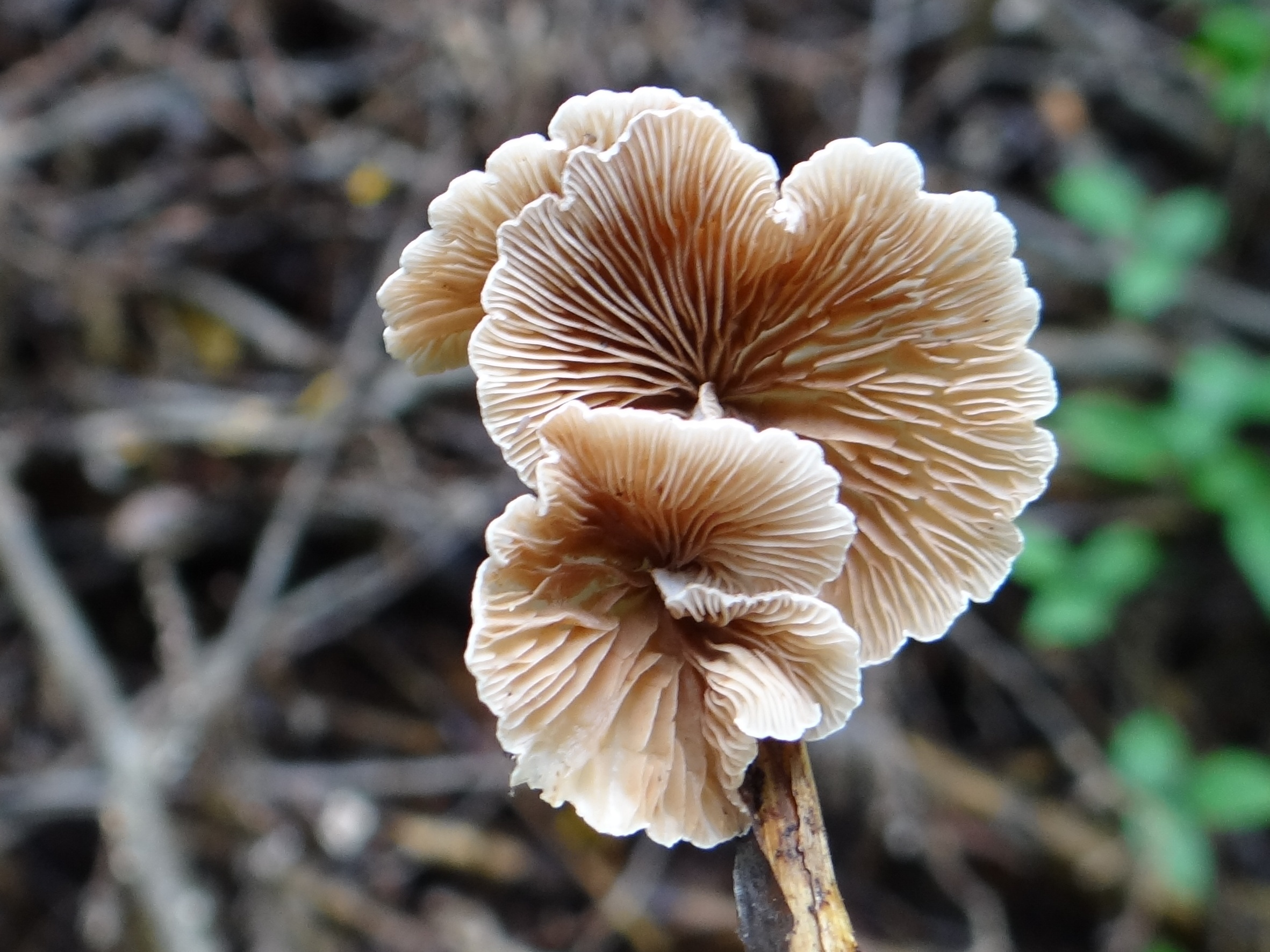
Crepidotus.mollis
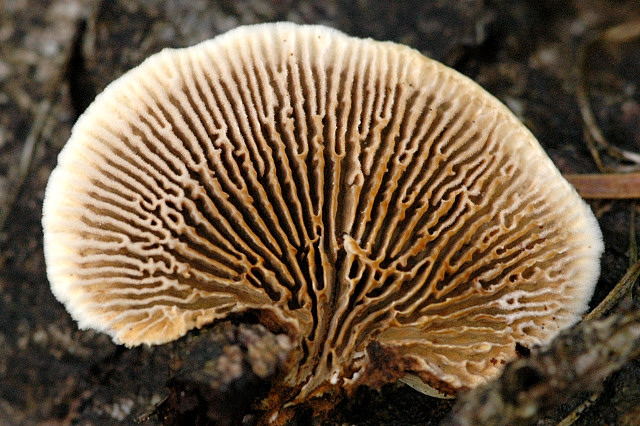
Gloeophyllum.sepiarium
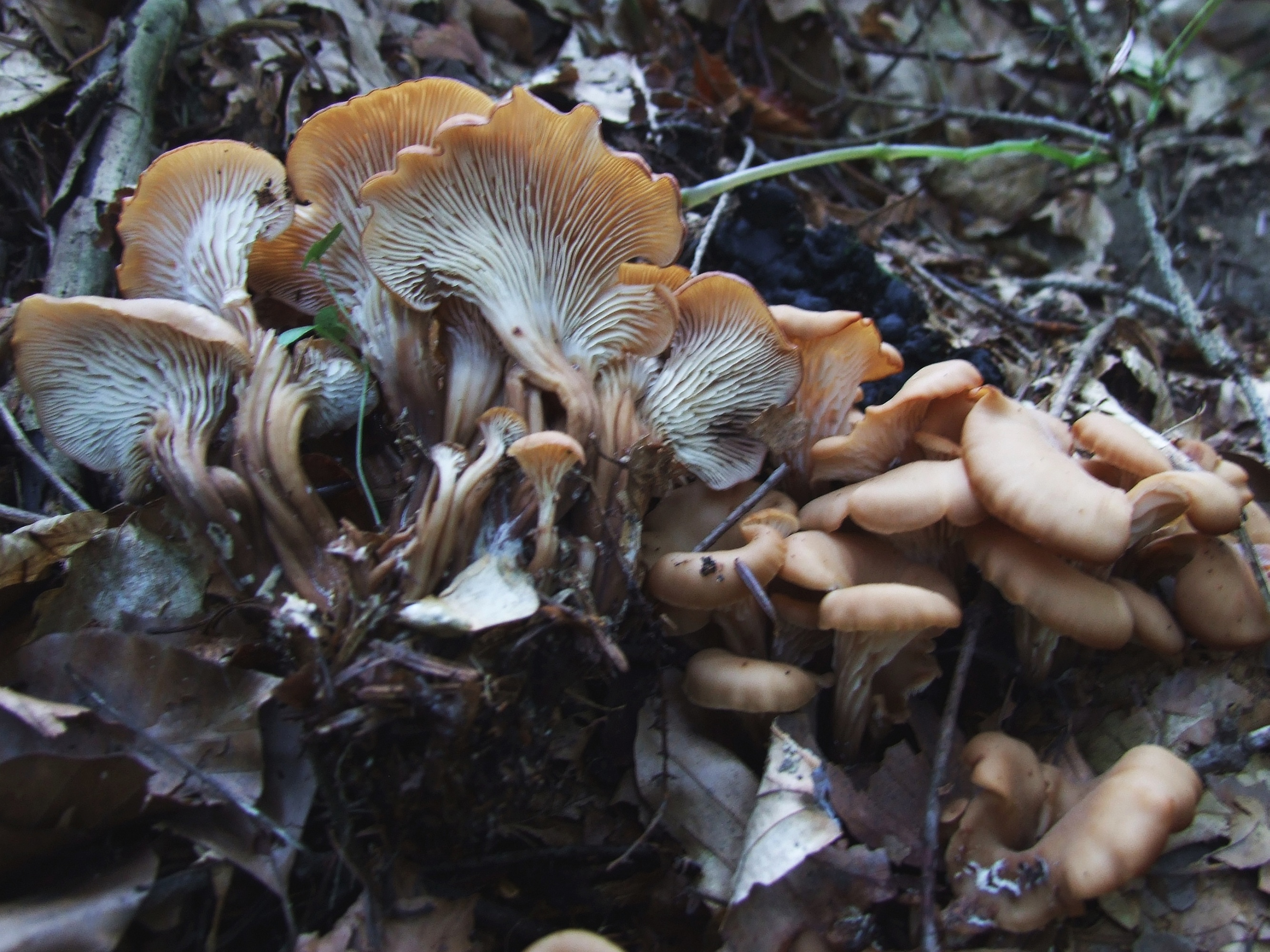
Lentinellus cochleatus
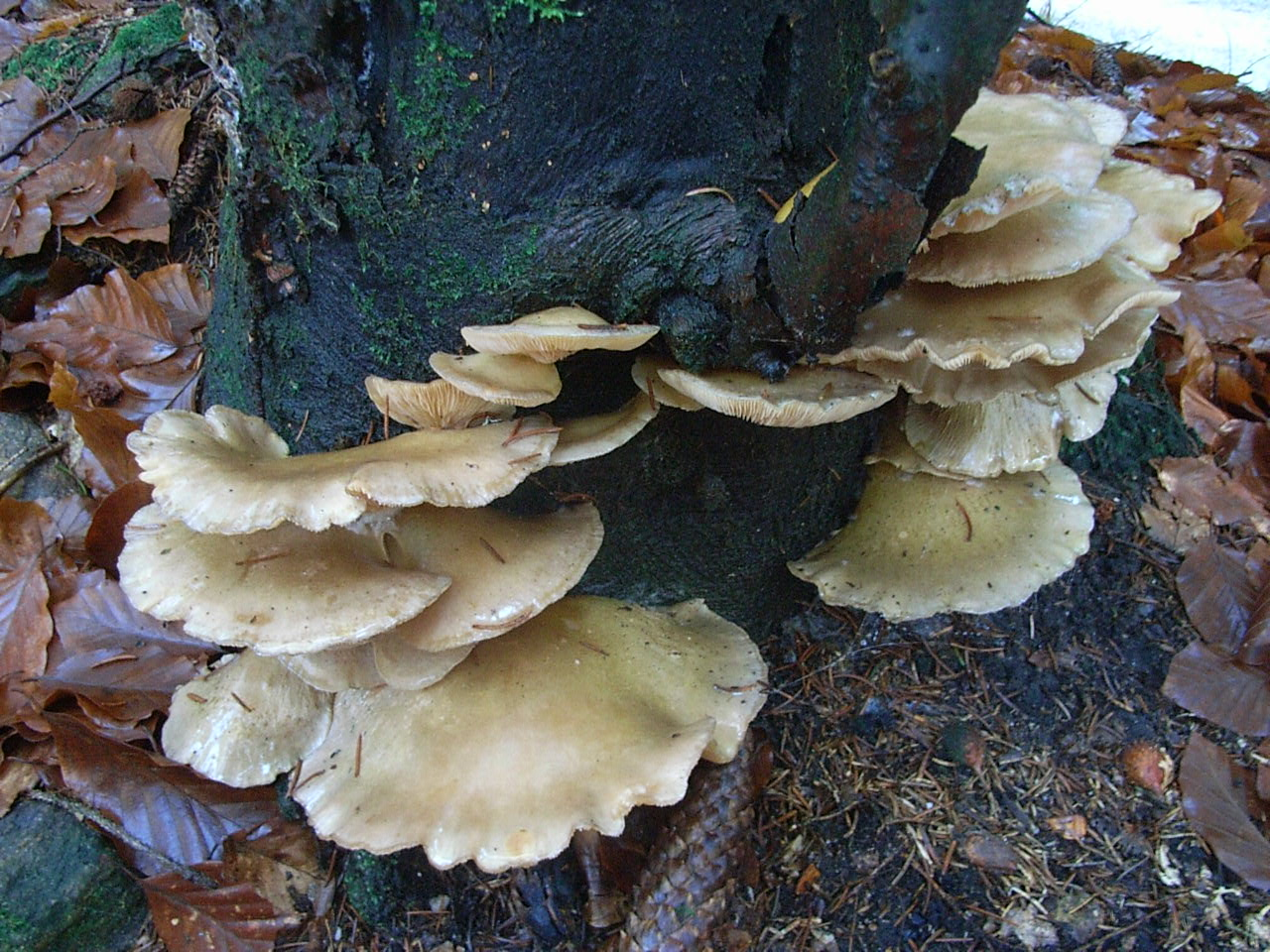
Pleurotus pulmonarius
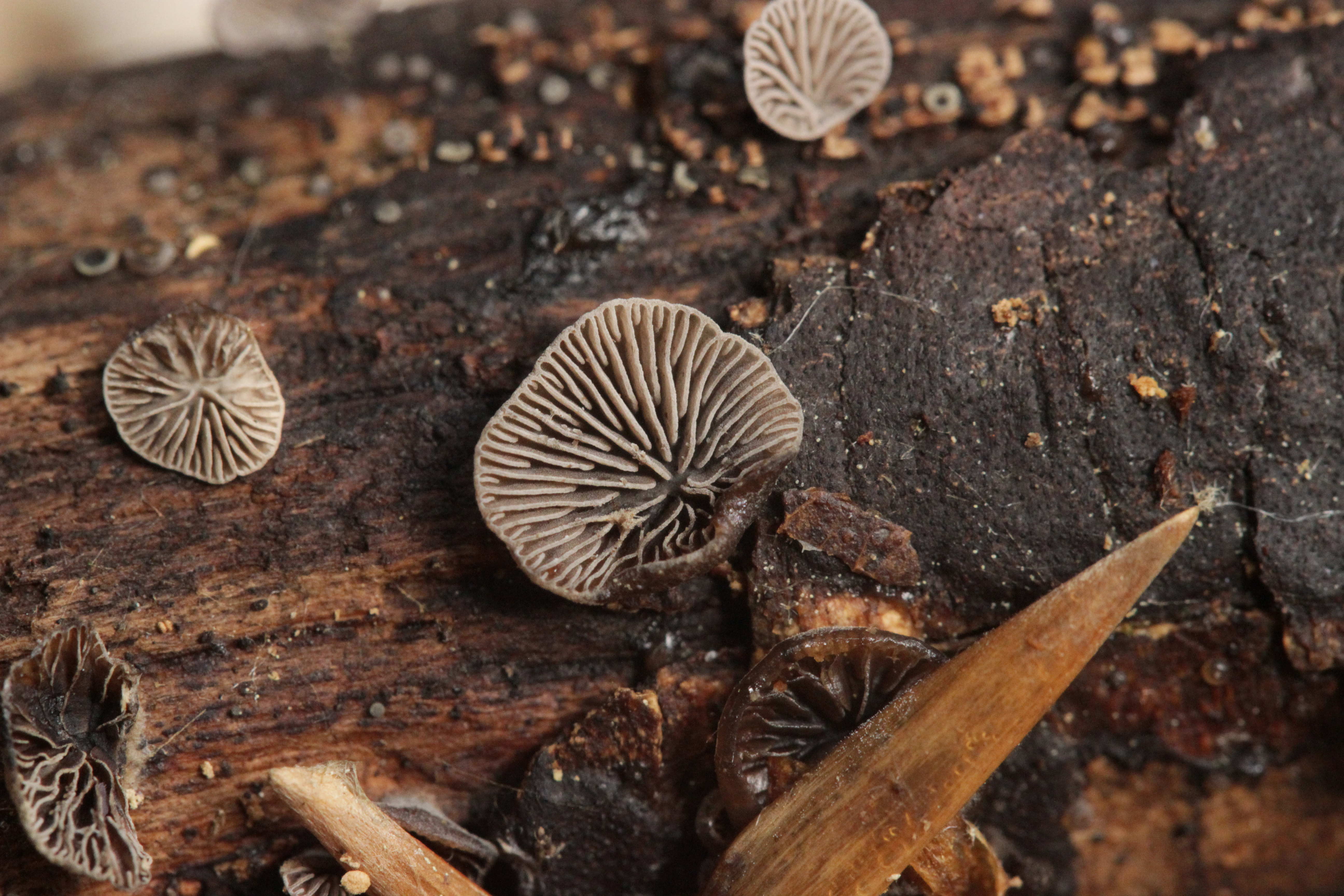
Resupinatus applicatus
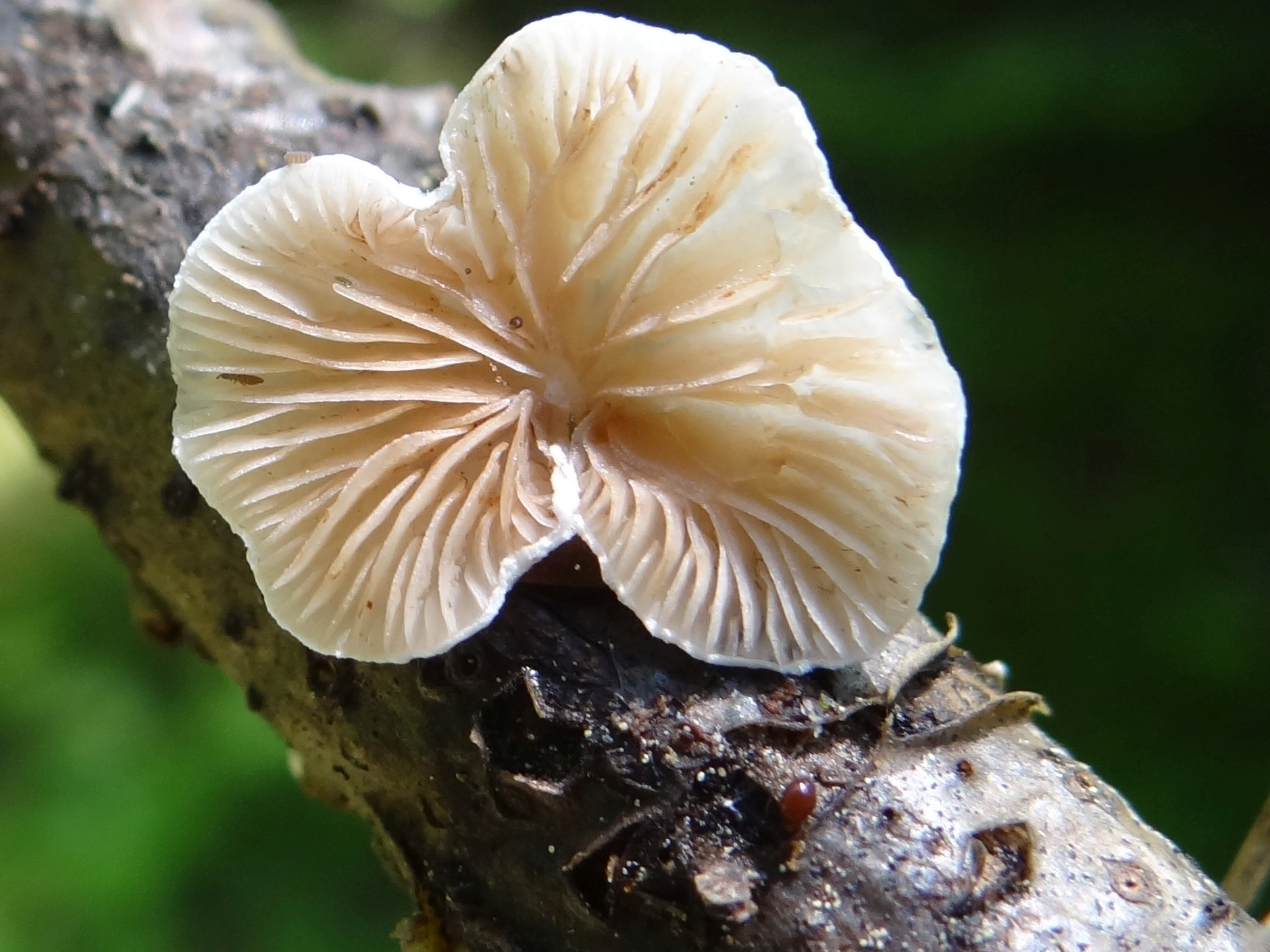
Crepidotus variabilis

## Valorificare

### Comestibilitate
Ciuperca ar putea fi ingerată. Dar, cauzată cărnii dure și pieloase precum lipsei de miros și de gust specific, este clasificată în acest articol necomestibilă.

### Pagube
Schizophyllum commune pătrunde de regulă prin rănile provocate pe tulpină. Ciuperca afectează atât scoarța cât și lemnul trunchiului. Se recomanda curățarea pomului pana la zona sănătoasă după care se aplică un tratament pe aceste răni (doar pe suprafața afectata) cu zeamă bordeleză (un plic de 50 de grame se dizolvă in 500 ml apa și se poate aplica cu o pensulă). După uscarea fungicidului se aplică mastic. Resturile rămase în urma curățării zonei se adună în întregime și se distrug prin ardere. Se ține pomul sub supraveghere iar în caz de noi apariții ale ciupercii se aplică tratamente cu zeama bordeleză în doza normală (50 grame la 10 litri apă) prin pulverizare.

### Avantaje
În iunie 2006, institutul elvețian Eidgenössische Materialprüfungs- und Forschungsanstalt, scurt „Empa”, („Institutul federal elvețian de testare și cercetare a materialelor”) a depus un brevet pentru o metodă de îmbunătățire a proprietăților de sunet ale lemnului de molid cu ajutorul Schizophyllum commune fără a afecta stabilitatea.
Frunza divizată va juca, probabil, în curând un rol important în producția de petrol. În prezent  se lucrează în Wintershall ( Saxonia Inferioară) la o nouă tehnologie ecologică care ar putea îmbunătății în mod semnificativ extracția de ulei: ciuperca produce un îngroșător biologic numit Schizophyllan, care ar putea produce până la 10% mai mult ulei decât fără polizaharida.

### Avantaj prin cultivare
Deși sună din domeniul Science Fiction, așa zișii Fungi Mutarium (împreună  cu  Pleurotus ostreatus)  sunt un prototip aflat în lucru (2014), prin care proiectantele Katarina Unger din Austria, fondatoarea al  Livin Studio, și cea olandeză Julia Kaisinger vor să crească ciuperci comestibile, care să descompună totodată deșeurile de plastic. Cu alte cuvinte, cele două tinere ne propun să mâncăm ciuperci care mănâncă plastic.
Sistemul prin care ar urma să funcționeze Fungi Mutarium are la bază un ansamblu din agar-agar – substanță gelatinoasă obținută din anumite alge – în fantele căruia vor fi introduși, cu ajutorul unei pipete, sporii ciupercilor. Ciupercile s-ar hrăni cu deșeuri din plastic și, pe măsura creșterii, s-ar dezvolta în afara ansamblului din agar-agar. “Fungi Mutarium este un prototip care crește biomasă comestibilă fungidă, miceliu, în principal, pe care vrem să-l lansăm ca produs alimentar nou. Ciupercile sunt cultivate în nișe special concepute într-o formă de agar-agar, numită FU. Agar-agarul este un substitut de gelatină extras din alge care, în amestec cu amidonul și zahărul, funcționează ca nutrient pentru ciuperci. Aceste FU-uri sunt umplute cu plastic. În ele sunt introduși sporii, ciupercile digerând plasticul și dezvoltându-se. Forma FU-urilor este gândită „să susțină totodată plasticul și să ofere ciupercilor suprafața necesară creșterii,” arată descrierea acestui proiect inovator, a cărui miză este să creeze produse comestibile, hrănite cu deșeuri dăunătoare mediului. Potrivit designerilor, procesul complet prin care ciupercile pot digera plasticul poate dura până la câteva luni, însă cele două intenționează să accelereze procesul după câteva experimente. Katarina Unger este de părere că acest sistem ar putea fi folosit pentru producție de masă.

## Bibiliografie
- Marcel Bon: “Pareys Buch der Pilze”, Editura Kosmos, Halberstadt 2012, ISBN 978-3-440-13447-4
- Giacomo Bresadola: „Iconographia Mycologica, vol. XI, Editura Società Botanica Italiana, Milano 1929
- Bruno Cetto: volumele 1-7 (vezi sub „Note”)
- Rose Marie și Sabine Maria Dähncke: „700 Pilze in Farbfotos”, Editura AT Verlag, Aarau - Stuttgart 1979 și 1980, ISBN 3-85502-0450
- Jean-Louis Lamaison & Jean-Marie Polese: „Der große Pilzatlas“, Editura Tandem Verlag GmbH, Potsdam 2012, ISBN 978-3-8427-0483-1
- J. E. și M. Lange: „BLV Bestimmungsbuch - Pilze”, Editura BLV Verlagsgesellschaft, München, Berna Viena 1977, ISBN 3-405-11568-2
- Hans E. Laux: „Der große Pilzführer, Editura Kosmos, Halberstadt 2001, ISBN 978-3-440-14530-2
- Till E. Lohmeyer & Ute Künkele: „Pilze – bestimmen und sammeln”, Editura Parragon Books Ltd., Bath 2014, ISBN 978-1-4454-8404-4
- Meinhard Michael Moser: „ Röhrlinge und Blätterpilze - Kleine Kryptogamenflora Mitteleuropas”, ediția a 5-ea, vol. 2, Editura Gustav Fischer, Stuttgart 1978